# 張恩溥
張恩溥（1894年10月3日—1969年12月25日），譜名道生，字鶴琴，號瑞齡，江西贵溪人，道教正一道第六十三代張天師。生於清光緒二十年九月初五（1894年10月3日），為第六十二代天師張元旭之長子。

## 生平
張恩溥幼讀四書五經，並習學道教科儀、符籙等道法，成年後入江西省立法政專門學校攻讀法學。1924年其父去世，掌嗣漢天師府之玉印、法劍，襲職第六十三代天師，1934年張恩溥與佛教高僧太虛大師等，舉行“全國祈雨消災大會”。
1927年4月2日中共南昌暴動期間，與時任江西省教育廳長的程天放、國民黨江西省黨部秘書羅時實、職業學校校長曾華英一同被中共囚禁，險遭殺害。
張恩溥在1947年受「應成壇」道士劉朝宗之邀第一次抵臺，並受聘主持臺北市大稻埕法主公廟的祈安建醮。1949年12月，張恩溥攜長子張允賢自行經韶關、廣州、澳門、香港等地，輾轉來到台灣。隨行的還有秘書龔行健、侍從邱建忠等人。張恩溥的第二次抵臺居於大龍峒覺修宮，設置「嗣漢天師府駐臺辦公處」，後來又創立臺灣省道教會，共連任三屆「省道教會」理事長，曾應聘至鳳山、鹿港、嘉義、臺南等地主壇祭醮。1966年2月13日中華民國道教會成立，1968年7月11日該會召開第一屆第一次理監事會議，推選張恩溥為理事長。
1954年，張恩溥長子張允賢因心臟病辭世，而次子張允康身陷大陸。因此，嗣教人選問題成了張恩溥一生遺憾。1969年12月25日，張恩溥因膀胱癌羽化，安葬於臺北縣三峽鎮的龍泉墓園。嗣漢天師府大法師及長老依據天師府祖制規定：傳子不傳弟，傳弟不傳侄，傳侄不傳叔，傳叔不傳族人，傳族人不傳外族人，親疏分明，長幼有序，與在台張家宗親一致決議，遵照張恩溥生前遺囑推舉其堂侄張源先繼位，於1970年9月28日假台灣首廟天壇啟建天師襲職金籙醮典，並由內政部（管理宗教事務）協商國防部（管理兵役事務）呈文時任總統蔣中正批示辦理專案退伍，1971年8月蔣中正批准張源先提前退伍，張源先正式就任道教嗣漢六十四代天師教主職位，並總領道教事務。

## 天師繼承問題
龍虎山嗣漢天師府（龍虎山嗣漢天師府之住持為另一欲爭取張天師的人選張金濤）于2009年发布公开启示，表示张天师自第一代至第六十三代都是经朝廷敕封的、道教界公認，此后已停止世袭。龍虎山嗣漢天師府不清楚张氏宗族是否推举天师且指出张氏宗族无权推举天师，同时也不承认任何自封“六十四代”或“六十五代”的天師。
2008年10月，六十四代天師張源先羽化後，在中華民國政府治地台灣(道教界)出現張意將(62代天師後裔)、張捷翔(58代天師後裔)、張懿鳳(64代天師長女)等人自称天师，然而均無被中央政府認定具有張天師資格。

## 家庭
張恩溥二弟張貞芝（又名仰生），較早離世，生一子名張承九，現已亡故。
三弟張榮齡（又名複齡），早年故去，只生一女為退休老師。
四弟張修齡，1968年亡故，有一子名張家模，孫張貴華，生一子一女。
五弟早夭。
六弟張祥芝亦已故去，生有三子，之一張寶訓，孫張繼禹。
張天師恩溥共育有二子四女，長子張允賢（來臺灣病故），次子張允康，孫張華山。
長女婉香（留大陸）、次女稻香（留大陸）、三女晚香（留大陸）、幼女怡香（任職美中聯合大學校長，夏威夷大學醫學院教授，天師道第六十四代胤師，美國御用太玄道觀住持）。

## 外部連結
- 嗣汉张天师世系图
- 道教嗣漢天師府 （页面存档备份，存于）
- 道教嗣漢天師府 六十四代天師 張源先 （页面存档备份，存于）
- 道教嗣漢天師府 國家歷史的見證 （页面存档备份，存于）